# Miwa Harimoto
Miwa Harimoto (Sendai, 16 de junho de 2008) é uma mesa-tenista japonesa.

## Carreira
Ela venceu o Campeonato Juvenil de 2021 em simples sub-15, duplas femininas, duplas mistas e eventos de equipe. Ela permaneceu invicta o tempo todo.
Nos Jogos Asiáticos de 2022 em Hangzhou, ela ganhou duas medalhas. Ela foi a terceira jogadora da equipe japonesa, perdendo na final contra a China. Com Miyuu Kihara, eles eliminaram notavelmente a dupla chinesa Wang Manyu / Sun Yingsha nas quartas de final. Eles finalmente trouxeram para casa uma medalha de bronze.
Nos Jogos Olímpicos de Verão de 2024, em Paris, conquistou a medalha de prata na disputa de equipes femininas, ao lado de Hina Hayata e Miu Hirano.